# Штефан, Мария
Мари́я Ко́сма-Ште́фан-Михоря́ну (рум. Maria Cosma-Ştefan-Mihoreanu; 16 февраля 1954, Журиловка) — румынская гребчиха-байдарочница, выступала за сборную Румынии во второй половине 1970-х — первой половине 1980-х годов. Чемпионка летних Олимпийских игр в Лос-Анджелесе, трижды бронзовый призёр чемпионатов мира, победительница многих регат национального и международного значения.

## Биография
Мария Штефан родилась 16 февраля 1954 года в селе Журиловка, жудец Тулча.
Первого серьёзного успеха на взрослом международном уровне добилась в 1976 году, когда попала в основной состав румынской национальной сборной и благодаря череде удачных выступлений удостоилась права защищать честь страны на летних Олимпийских играх в Монреале. В зачёте одиночных байдарок пробилась в финальную сталию турнира, но в решающем заезде финишировала только пятой. Будучи в числе лидеров гребной команды Румынии, спустя четыре года благополучно прошла квалификацию на Олимпийские игры в Москве, на сей раз показала в финале одиночной дисциплины четвёртый результат, немного не дотянув до призовых позиций.
В 1981 году Штефан побывала на чемпионате мира в английском Ноттингеме, откуда привезла награду бронзового достоинства, выигранную в программе байдарок-двоек на полукилометровой дистанции. Через два года выступила на мировом первенстве в финском Тампере, где стала бронзовым призёром сразу в двух разных дисциплинах: в гонках одиночек и четвёрок. В следующем сезоне стартовала на Олимпийских играх 1984 года в Лос-Анджелесе — в составе четырёхместного экипажа, куда также вошли гребчихи Агафия Константин, Текла Маринеску и Настасия Йонеску, обогнала всех своих соперниц на дистанции 500 метров и завоевала тем самым золотую олимпийскую медаль. Вскоре после этой Олимпиады приняла решение завершить карьеру профессиональной спортсменки, уступив место в сборной молодым румынским гребчихам.
Её двоюродная сестра Мария Никифоров тоже была довольно известной байдарочницей, является бронзовым призёром Олимпийских игр 1972 года в Мюнхене.